# Srisailam Project (RFC) Township
Srisailam Project (RFC) Township is een census town in het district Nandyal van de Indiase staat Andhra Pradesh. 

## Demografie
Volgens de Indiase volkstelling van 2001 wonen er 23257 mensen in Srisailam Project (RFC) Township, waarvan 54% mannelijk en 46% vrouwelijk is. De plaats heeft een alfabetiseringsgraad van 62%. 